# 판선교 양종사도 대선사
판선교 양종사도 대선사는 명종시절에 문정왕후가 불교를 중흥시킴에 도움을 받기 위해 만든 벼슬로, 승려 보우를 여기에 앉혔다. 품계는 정 2품에 판서와 같은 급이었으며 문정왕후의 사후로 보우의 승려직 박탈이 일어나 이 직책은 폐지되었다. 조선시대 최초의 종교 관련 관직이었다.